# CBC.ca
CBC.ca — англомовний онлайн-сервіс Канадської радіомовної корпорації (CBC). Він був представлений в 1996 році, але під іншим назвами онлайн-сервіс вперше запрацював у 1993 році.
Веб-служба CBC є одним із найбільш відвідуваних веб-сайтів Канади. Він містить понад мільйон сторінок інформації.
CBC також керує франкомовним веб-сайтом Ici. Radio-Canada.ca .

## Історія
У 1993 році CBC запустила експериментальну веб-службу, а потім невеликий сайт, що підтримує CBC Radio, і сайт, що підтримує телевізійну програмуStreet Cents телеканалу CBC Halifax . До 1995 року Сі-Бі-Сі об'єднала свої англійські радіо- та телевізійні сайти в єдиний веб-сайт.
Приблизно в 1996 році CBC почала пропонувати цілодобову пряму трансляцію своїх радіослужб за допомогою RealAudio. Наступного року CBC запустила блок CBC Kids і вперше висвітлювала федеральні вибори онлайн. Наступного року CBC запустила свій сайт новин.
У 2000 році CBC запустила послугу бездротового зв'язку та CBC Radio 3, ексклюзивний інтернет-журнал про широкосмуговий зв'язок. Радіо 3 забезпечувало потокове аудіо, присвячене молодіжній культурі та незалежній музиц.
У 2005 році випуск журналу Radio 3 було призупинено, хоча сайт продовжує працювати у форматі подкасту. Деякі з його програм все ще виходили в ефір у суботньому вечірньому шоу на CBC Radio Two до березня 2007 року.

## Ici. Radio-Canada.ca
Radio-Canada.ca — це онлайн-сервіс французькою мовою, яким керує Société Radio-Canada, французький аналог CBC.
У червні 2013 року CBC оголосила, що веб-сайт Radio-Canada буде перенесено на ICI.ca в жовтні 2013 року в рамках широкого плану ребрендингу всіх франкомовних каналів CBC під спільним брендом, замінивши «Radio-Canada» з «Ici» як основним публічним брендом. Однак після негативної реакції громадськості через рішення відмовитися від історичної назви Radio-Canada, сайт зберіг своє поточне доменне ім'я, але позначений у логотипах як ici.radio-canada.ca, а Ici.ca переспрямовує на сайт.

## Нагороди
У 2003 році CBC отримала нагороду Асоціації онлайнових новин у категорії «службова журналістика» за висвітлення епідемії SARS. У 2004 році CBC.ca була єдиною організацією, яка отримала дві нагороди від Асоціації онлайн-новин – одну у категорії «спеціальна журналістика» для Canada Votes, висвітлення федеральних виборів у Канаді 2004 року, і одну у категорії «службова журналістика» для ADR Database, проєкту відділу розслідувань CBC News. CBC.ca також був фіналістом у категорії «онлайн-коментар» для «Words: Woes and Wonder», серії колонок про англійську мову.
У 2007 році CBCNews.ca отримав нагороду 2006 RTNDA за найкраще використання нових медіа в Канаді.